# عبدالله‌آباد (رفسنجان)
عبدالله‌آباد (رفسنجان)، روستایی از توابع بخش مرکزی شهرستان رفسنجان در استان کرمان ایران است.

## جمعیت
این روستا در دهستان کبوترخان قرار دارد و براساس سرشماری مرکز آمار ایران در سال ۱۳۸۵، جمعیت آن ۱٬۶۱۴ نفر (۳۶۸خانوار) بوده‌است.